# Piero Celani
Piero Celani (Ascoli Piceno, 15 settembre 1951) è un politico italiano.
È stato vice-presidente del Consiglio regionale delle Marche, sindaco del Comune di Ascoli Piceno e presidente della Provincia di Ascoli Piceno.

## Biografia
Si diploma geometra presso l'Istituto Tecnico Commerciale e per Geometri Umberto I di Ascoli Piceno e si avvia alla professione non tralasciando gli studi presso l'Università Politecnica delle Marche, con sede ad Ancona, dove si laurea in ingegneria civile.
È iscritto all'Albo degli Ingegneri della locale provincia, negli elenchi dei consulenti del Tribunale di Ascoli ed all'Albo Regionale dei Collaudatori della Regione Marche.
La sua prima esperienza lavorativa post laurea è avvenuta alle dipendenze dell'Impresa Orsini S.p.A. di Ascoli. Come libero professionista ha progettato e partecipato alla realizzazione di opere pubbliche ed infrastrutture del territorio piceno e nazionale. Su incarico di amministrazioni pubbliche ed aziende private opera come consulente in materia di prevenzione incendi essendo tecnico abilitato.
Nell'anno 1985, mediante pubblico concorso, ha conseguito l'abilitazione all'insegnamento delle materie di: "Costruzioni", "Tecnologia delle Costruzioni" e "Disegno Tecnico" acquisendo la titolarità della cattedra di "Costruzioni" presso lo stesso istituto ascolano che lo accolse da studente.

## Carriera politica
L'esperienza e la carriera politica di Piero Celani hanno inizio ad Ascoli, nei primi anni ottanta, quando, con il partito della Democrazia Cristiana, si candida come consigliere di Circoscrizione e ricopre per due legislature consecutive il mandato. Nell'anno 1995 è eletto consigliere comunale nella lista di Forza Italia ottenendo il record di preferenze. L'anno successivo nel 1996 riveste l'incarico di referente politico cittadino, fino al 1999, col ruolo di Coordinatore Comunale.

### Sindaco di Ascoli Piceno
Nel giugno del 1999 è eletto sindaco di Ascoli Piceno al primo turno ricevendo la percentuale del 52,73% dei voti battendo il Sindaco uscente del centrosinistra fermo al 29%. Il mandato di primo cittadino gli è stato riconfermato anche nella tornata elettorale del giugno 2004 in cui al primo turno ottiene il 50,30% delle preferenze.

### Presidente della Provincia di Ascoli Piceno
Nel mese di marzo dell'anno 2009, il partito del Popolo della Libertà lo sceglie come candidato alla presidenza della Provincia di Ascoli Piceno per la consultazione elettorale del 6 e 7 giugno. Sostenuto anche da liste civiche, viene eletto presidente il 23 giugno ed ufficialmente proclamato il 24 giugno 2009. Nella sua persona riunisce le deleghe di: Pianificazione Territoriale, Progetti Strategici per il Piceno, Università, Polizia Provinciale, Contenzioso e tutte le materie non assegnate agli assessori della sua giunta.

### Consigliere regionale e ricandidatura ad Ascoli
Per le elezioni regionali del 31 maggio 2015 viene candidato capolista di Forza Italia nella circoscrizione Picena ed in caso di vittoria della coalizione, grazie al forte sostegno di Silvio Berlusconi e di Antonio Tajani, sarà anche candidato Vice Presidente del Governatore uscente Gian Mario Spacca. Nonostante il risultato pessimo che ha registrato la coalizione (Marche2020, NCD e Forza Italia), viene eletto consigliere regionale nella Regione Marche ottenendo 4224 preferenze personali.
Nel 2019 si ricandida a sindaco di Ascoli Piceno, sostenuto da sei liste civiche di centro-destra, alcune di loro composte da esponenti locali di Forza Italia. Perde al ballottaggio del 9 giugno con il 40,69% contro Marco Fioravanti, candidato della coalizione di destra. Cinque anni dopo Forza Italia e il resto del centro-destra sosterrà proprio Fioravanti per un secondo mandato e così Celani decide di non ricandidarsi.